# Anicura

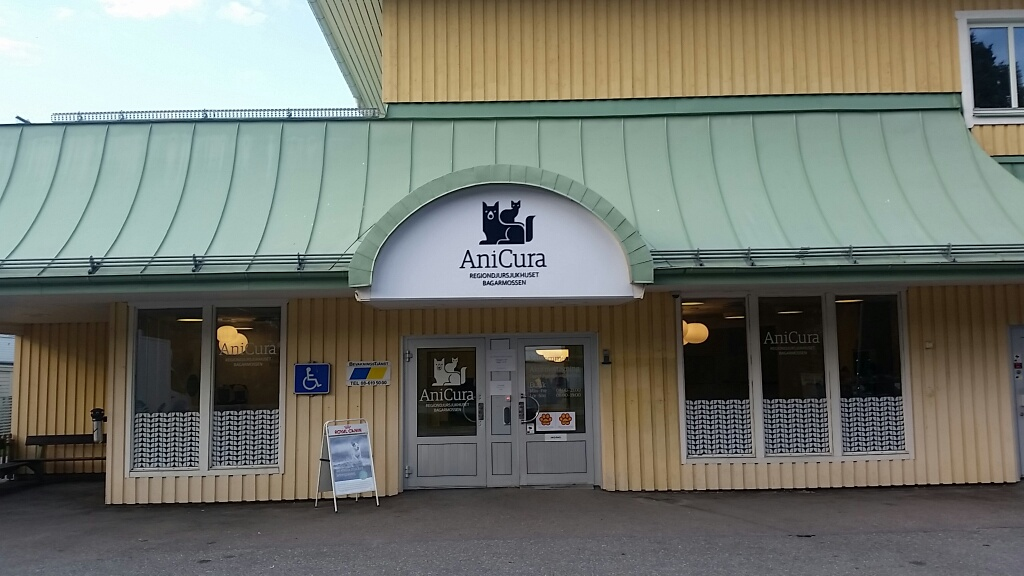
Regiondjursjukhuset i Bagarmossen, Stockholm

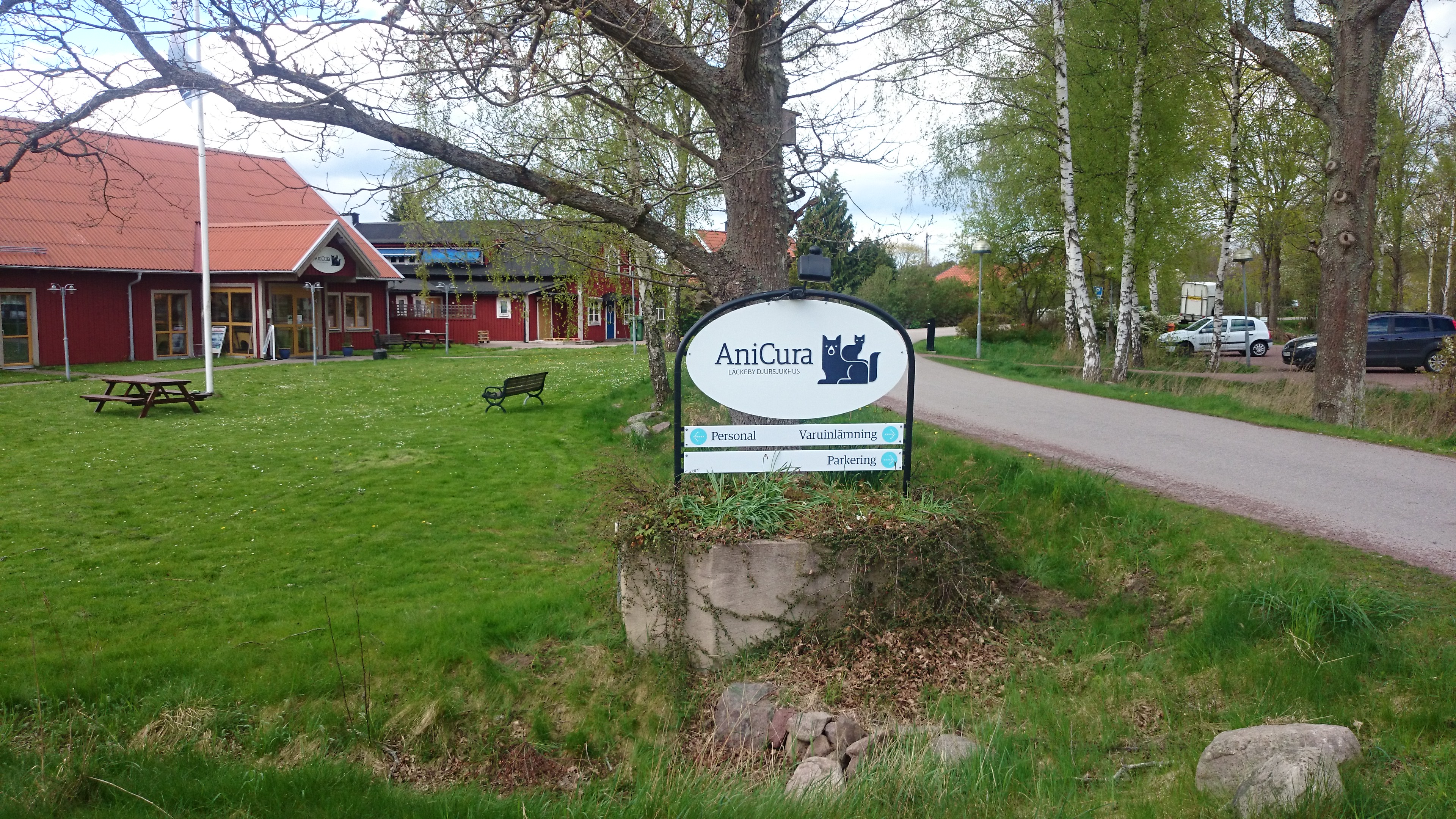
Läckeby djursjukhus i Läckeby

Anicura TC AB är ett svenskt privatägt aktiebolag, som driver djursjukhus och kliniker för sällskapsdjur. 
Anicura är verksamt i 14 länder i Europa och består av 450 djursjukhus och kliniker som varje år besöks av 3,6 miljoner sällskapsdjur, framförallt hundar och katter. 
Antalet anställda uppgår till cirka 11 000 (cirka 1 500 i Sverige), varav 4 000 är veterinärer och omkring hälften innehar någon form av specialistkompetens, antingen nationell eller internationell[källa behövs]. 

## Historik
Anicura grundades 2011 genom en sammanslagning av djursjukhus i Norden. Företaget har en omsättning på omkring 4 miljarder kronor[källa behövs]. Flertalet av dess djursjukhus och kliniker är specialiserade på ett eller flera ämnesområden, såsom invärtesmedicin, kirurgi och ortopedi, oftalmologi, neurologi, odontologi och dermatologi. 
År 2013 instiftades Anicuras vetenskapliga råd, med uppgift att främja och övergripande ansvara för klinisk forskning inom företaget. Utöver detta etablerades även Anicuras veterinärmedicinska utvecklingsråd, vilket sörjer för omvärldsbevakning, etik och strategisk utveckling. För att stärka forskning och utveckling inrättades 2015 Anicuras forskningsfond, med huvudsaklig finansiering av Stiftelsen Djursjukhus i Stor-Stockholm, Fidelio Capital och Nordic Capital.

## Ägare
Sedan 2018 är AniCura en del av Mars Petcare, ett familjeägt företag som erbjuder djursjukvård och djurfoder.